# لاور خشت
لاور خشت (بالفارسية: لاورخشت) هي منطقة سكنية تقع في إيران، مقاطعة لامرد، بلدة أشكنان، قسم أشكنان. وحسب احصاءات سنة 2006 كان مجموع عدد سكانها 1,042 نسمة يعيشون في 236 أسرة.